# العكد (الشهلي)

تعديل مصدري - تعديل

العكد محلة تابعة لقرية الدخلة، التابعة لعزلة الشهلي بمديرية جبلة إحدى مديريات محافظة إب في الجمهورية اليمنية، بلغ تعداد سكانها 101 حسب تعداد اليمن لعام 2004.